# Juozas Barzda-Bradauskas
Juozas Barzda-Bradauskas, litovski general, * 1896, † 1953.